# 10131 Стонґа
10131 Стонґа (10131 Stånga) — астероїд головного поясу, відкритий 21 березня 1993 року.
Тіссеранів параметр щодо Юпітера — 3,568.